# حنين (شهر)
الحَنِين أو حَنِين اسم شهر جمادى الأولى في الجاهلية، وهو الشهر الخامس من شهور السنة في الجاهلية.
قال الشاعر:
وقال المتنبي: